# Stefano Spizzichini
Stefano Spizzichini (Roma, 9 gennaio 1990) è un cestista italiano.

## Carriera
Esordisce in Serie A con la Sutor Montegranaro nella stagione 2006-2007.
Dopo aver trascorso diverse stagioni fra la Divisione Nazionale A e la Serie B, nel 2015 torna a calcare i parquet di Serie A2 con il Basket Agropoli, trasferendosi l'anno successivo al Basket Recanati.
Nel 2017 firma per la Pallacanestro Trapani.
Nel 2018 si trasferisce allo Scafati Basket.
Il 6 agosto 2018, Spizzichini torna in serie A firmando con la Scandone Avellino.
Il 4 luglio 2019 trova l'accordo con il Napoli Basket, società neo-promossa in Serie A2. Il 10 febbraio 2020 rescinde il proprio contratto con la società campana. Il giorno successivo, firma per il Basket Ravenna.
Nel mese di agosto 2021 viene ufficializzato il trasferimento alla Del.Fes Avellino.